# Thise Sogn
 Ikke at forveksle med Tise Sogn.
Thise Sogn er et sogn i Salling Provsti (Viborg Stift).
Thise Sogn hørte til Nørre Herred i Viborg Amt. Thise sognekommune blev ved kommunalreformen i 1970 indlemmet i Sundsøre Kommune, som ved strukturreformen i 2007 indgik i Skive Kommune.
I Thise Sogn ligger Thise Kirke og Thise Mejeri.
I sognet findes følgende autoriserede stednavne:
- Brønsager (bebyggelse)
- Dybdal (bebyggelse)
- Gåsemose (bebyggelse)
- Hedegårde (bebyggelse, ejerlav)
- Kildskov (bebyggelse)
- Lille Rotholm (areal)
- Nørre Thise (bebyggelse, ejerlav)
- Paradis (bebyggelse)
- Store Rotholm (areal, ejerlav)
- Sundgården (bebyggelse)
- Sundsøre (areal, bebyggelse)
- Sønder Thise (bebyggelse, ejerlav)
- Thisetorp (bebyggelse)
- Tril-om (bebyggelse)
- Vejsmark (bebyggelse, ejerlav)
- Øster Hegnet (bebyggelse)